# 大衛·柯克
大衛·柯克（英語：David Blair Kirk，1960年—），是一位計算機科學家，曾擔任NVIDIA的前首席科學家和架構副總裁。
柯克擁有麻省理工學院的機械工程學士學位、碩士學位和博士學位，以及加州理工學院的計算機科學學位。從1989年到1991年，他曾擔任惠普阿波羅系統部門的工程師。在1993年到1996年期間，柯克擔任視頻遊戲製造公司晶體動力的首席科學家和技術主管。隨後，他在1997年至2009年間擔任NVIDIA的首席科學家，同時擁有NVIDIA Fellow的頭銜。
2002年，柯克因為他在將高性能圖形硬件推向大眾市場方面所做出的重大貢獻而榮獲ACM SIGGRAPH計算機圖形成就獎。同樣，2006年，由於他在將高性能圖形引入個人計算機方面的貢獻，柯克被選為美國國家工程院院士。
柯克是50項與圖形設計和底層圖形算法相關的專利和專利申請的發明人。

## 著作
| 出版日期 | 書名                                    | 作者              | 出版社               | ISBN                   |
| 2012年   | 大規模並行處理器編程：實踐指南（第2版） | 大衛·柯克、吳文美 | 愛思唯爾/摩根·考夫曼 | ISBN 978-0-12-391418-7 |

## 外部連結
- NVIDIA公司簡介